# Nicole Acevedo
Nicole Acevedo (15 de outubro de 1994) é uma jogadora de rugby sevens colombiana.

## Carreira
Nicole Acevedo integrou o elenco da Seleção Colombiana Feminina de Rugbi de Sevens, na Rio 2016, que foi 12º colocada.